# Szarża lekkiej brygady (film 1968)
Szarża lekkiej brygady (oryg. The Charge of the Light Brigade) – brytyjski dramat historyczny z 1968 roku w reżyserii Tony’ego Richardsona.

## Fabuła
Akcja filmu rozgrywa się tuż przed wybuchem oraz w trakcie wojny krymskiej. Jego finalną sekwencję stanowi rekonstrukcja bitwy pod Bałakławą. Obraz dzieli się na kilka części, oddzielają je animowane wstawki. W pierwszej zostało przedstawione życie oddziału kawalerii w brytyjskich koszarach podczas pokoju, kolejne ukazują działania wojenne na Krymie. Centralną postacią obrazu jest Louis Nolan, młody oficer - wcześniej służący w Indiach - skonfliktowany ze swoimi zwierzchnikami. Obserwujemy nie tylko koleje jego służby, ale także osobiste rozterki. W tle zostali ukazani ówcześni dowódcy brytyjskiej armii oraz zwyczaje w niej panujące.
Obraz Richardsona polemizuje - w oparciu o opracowania historyczne - z tradycyjnym wyobrażeniem (funkcjonującym w Wielkiej Brytanii) tytułowej szarży jako czynu niezwykle heroicznego. Demaskuje wszystkie błędy popełnione w czasie kampanii oraz pychę i niekompetencję dowódców brytyjskiego kontyngentu. 

## Obsada
- Trevor Howard – Lord Cardigan
- Vanessa Redgrave – Clarissa
- John Gielgud – Lord Raglan
- Harry Andrews – Lord Lucan
- Jill Bennett – Fanny Duberly
- David Hemmings – Louis Nolan
- john marston - king jerneyo